# Il momento di uccidere (film 1996)
Il momento di uccidere (A Time to Kill) è un film del 1996 diretto da Joel Schumacher, con protagonisti Sandra Bullock, Matthew McConaughey, Samuel L. Jackson e Kevin Spacey, tratto dall'omonimo romanzo di John Grisham.
Tra gli altri interpreti troviamo Ashley Judd, Kiefer Sutherland, Donald Sutherland, Brenda Fricker, Oliver Platt e Charles S. Dutton.

## Trama
A Madison County, nel Mississippi, due bianchi razzisti, Billy Ray Cobb e James Louis 'Pete' Willard, sequestrano e stuprano Tonia, una delle figlie di Carl Lee, un operaio afroamericano di bassa estrazione sociale, quindi, convinti di averla uccisa, la gettano da un ponte. La bambina però sopravvive, e i due vengono arrestati, ma nel corso di un colloquio con il suo amico Jake Brigance, un avvocato difensore alle prime armi favorevole alla pena di morte, Carl viene a sapere che quasi sicuramente i due se la caveranno con una condanna leggera. Carl decide quindi di farsi giustizia da solo, e il giorno dell'udienza uccide a colpi di mitragliatrice Billy e James all'ingresso del tribunale, ferendo gravemente anche uno degli assistenti dello sceriffo.
Carl viene quindi arrestato e accusato di omicidio, e nomina come suo difensore Jake, il quale ottiene l'aiuto della giovane studentessa di legge Ellen Roark. La strategia difensiva preparata da Jake punta a far ottenere a Carl l'assoluzione tramite un riconoscimento di infermità mentale, ma fin dalle prime battute l'avvocato si trova a dover fare i conti, oltre che con il potente procuratore Buckley, anche con l'atteggiamento ostile del giudice Noose, e sia il tentativo di ricorrere alla legittima suspicione sia quello di pilotare la scelta della giuria per averne una a lui favorevole si rivelano infruttuosi.
Il processo e i suoi retroscena generano un grande interesse a livello nazionale, ma danno vita anche a un violento scontro tra la popolazione afroamericana e i seguaci del Ku Klux Klan, al punto da richiedere l'intervento della Guardia Nazionale per mantenere l'ordine, e da mettere in serio pericolo la vita di Jake e dei suoi collaboratori. Tra i coinvolti anche il marito di Ethel, la segretaria di Jack, morto dopo le percosse del Ku Klux Klan, l’uccisione del capo del Ku Klux Klan, il ferimento grave di un soldato da parte di Freddie Lee Cobb, nell’intento di uccidere Jack, e il rapimento con percosse di Elle Roark, salvata da Tim Nunley. Alla fine del processo, Jack Brigance chiede scusa in tribunale, avendo dimostrato la sua inadeguatezza, poichè è un avvocato giovane che ha ancora esperienza da fare. Ma egli ha capito che in tutto quel processo, ciò che è venuto a mancare è il cuore, cosa più importante della ragione, decide così di raccontare come una fiaba ai giurati, durante l’arringa finale ciò che è successo alla figlia di Carl Lee Hailey, stuprata, seviziata e brutalizzata e infine buttata da un ponte, dicendo loro di chiudere gli occhi durante il suo racconto e in lacrime gli dice di pensare se fosse stata una bambina bianca. Il racconto finale, spezza il cuore a tutti i presenti, facendo piombare il tribunale nel totale silenzio. Persino il giudicie e il procuratore distrettuale avversario di Jack, restano affranti per il racconto. Dopo minuti di assoluto silenzio un ragazzo esce dal tribunale e avverte tutto il pubblico che Carl è stato assolto. Il processo si conclude con l’assoluzione di Carl Lee Hailey, e dopo essere tornato a casa per festeggiare, Jack si presenta con la moglie e la figlia dicendo a Carl che le loro figlie potevano giocare insieme (in galera Carl aveva accusato Jack di essere un bianco e che facendo parte dei bianchi le loro figlie non si sarebbero mai incontrate), Carl comprende di averlo giudicato male, avendo capito finalmente che tutti possono essere uguali e accettati.

## Produzione
(Tagline del film.)
John Grisham ha lavorato con il regista Joel Schumacher. Prima che la parte di Jake Brigance andasse a Matthew McConaughey, furono presi in considerazione altri attori, come Val Kilmer, John Cusack, Robert Downey Jr., Aidan Quinn e Brad Pitt. Woody Harrelson aveva fatto pressioni per la parte e Kevin Costner è stato vicino a essere nel cast, ma lo stesso Grisham ha rifiutato la proposta di Costner, perché quest'ultimo voleva il controllo completo del progetto.
McConaughey era originariamente intenzionato a interpretare Freddie Lee Cobb, ma Joel Schumacher lo convinse a fare un provino per la parte di Jake Brigance. Schumacher, filmato il provino, decise che McConaughey era adatto per la parte. Bruce Dern era la scelta iniziale per il ruolo del Giudice Omar Noose, ma quando l'attore non è più stato disponibile, è stato scelto Patrick McGoohan.

## Distribuzione
Negli Stati Uniti è uscito nelle sale cinematografiche il 24 luglio 1996. In Italia, invece, è uscito il 31 ottobre dello stesso anno.

### Edizione italiana
La direzione del doppiaggio è di Cesare Barbetti e i dialoghi italiani sono curati da Elettra Caporello, per conto della Sefit-CDC. La sonorizzazione, invece, venne affidata alla International Recording.

## Accoglienza

### Incassi
Il film ottenne buoni risultati al box office, guadagnando oltre 108.750.000 di dollari sul mercato statunitense, e 43.500.000 all'estero, raggiungendo un incasso globale di circa 152.250.000 dollari.

### Critica
Il film ha ricevuto recensioni positive soprattutto da parte della critica, guadagnandosi il 68% su Rotten Tomatoes, basato su 59 recensioni, e un punteggio di 54 su 100 su Metacritic, basato su 21 giudizi.

## Riconoscimenti
- 1997 - Golden Globe
  - Candidatura al miglior attore non protagonista a Samuel L. Jackson
- 1997 - MTV Movie Awards
  - Miglior performance rivelazione a Matthew McConaughey
  - Candidatura alla miglior performance femminile a Sandra Bullock
- 1997 - Blockbuster Entertainment Award
  - Miglior attrice in un film thriller a Sandra Bullock
- 1997 - Razzie Awards
  - Candidatura al peggior film che abbia incassato oltre 100 milioni di dollari